# عمارة فكتورية

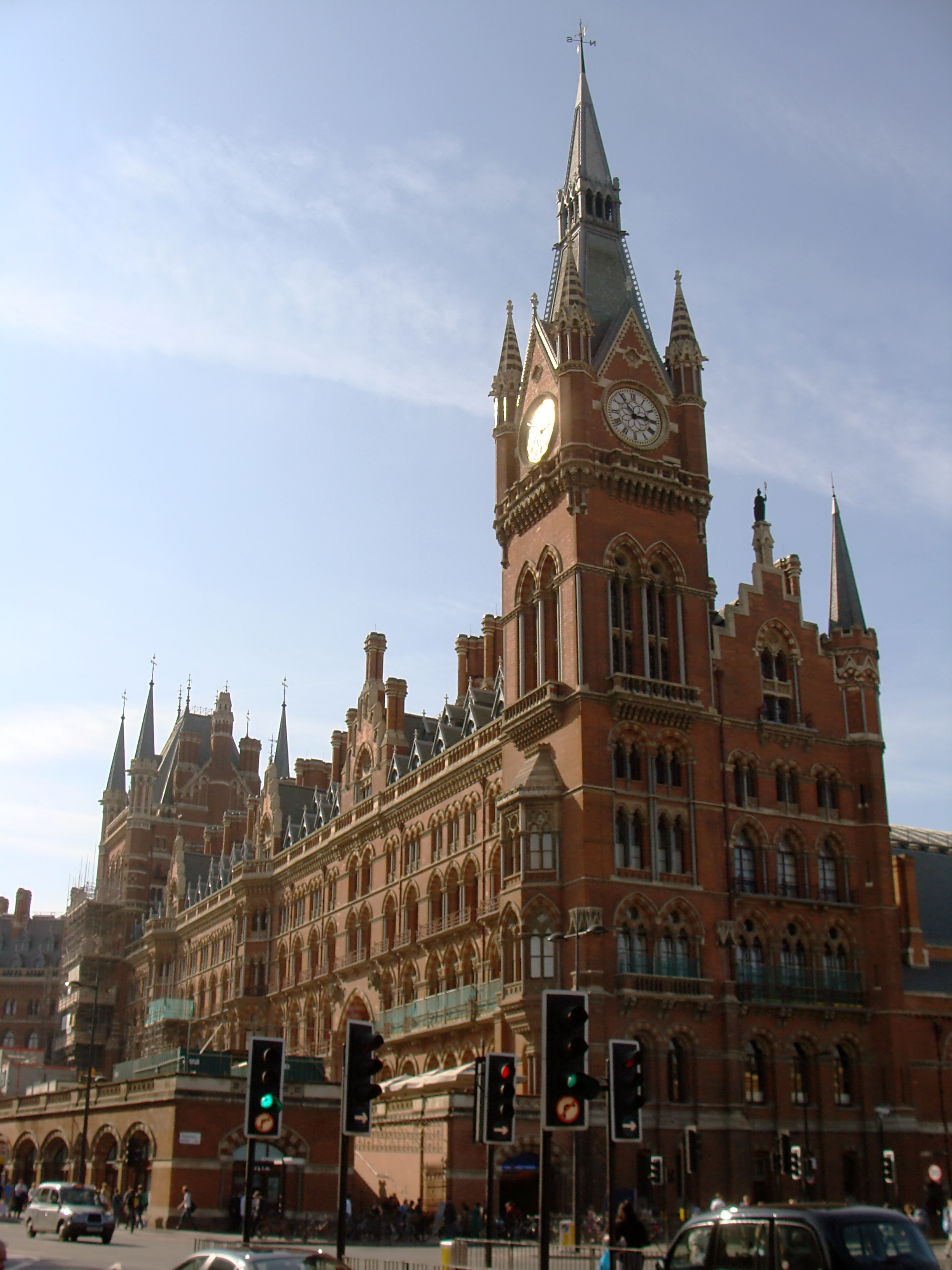
محطة القديس بانكراس للسكك الحديدية وفندق ميدلاند في لندن، افتتحت في عام 1868، وهي مثال على أسلوب إحياء العمارة القوطية.

العمارة الفكتورية (بالإنجليزية: Victorian architecture) هو طراز معماري ظهر في المملكة المتحدة في منتصف وأواخر القرن التاسع عشر، وانتشر بعدها في بلاد أخرى كالولايات المتحدة وكندا وأستراليا. يشير اسم «فيكتوريا» إلى العصر الفكتوري أو عهد الملكة فيكتوريا (1837-1901)، وهي الفترة التي اُستخدم فيها أساليب بنائية معروفة باسم الفيكتورية. كان غالبا ما تتضمن أنماط الإحياء المعمارية في هذا الطراز انتقاء لإساليب تاريخية مختلطة مع أساليب من الشرق الأوسط وتأثيرات من آسيا.
يمثل هذا الاسم العرف البريطاني والفرنسي في تسمية الطرز المعمارية للسلالة الحاكمة. وضمن هذه التسمية والتصنيف، تتبع العمارة الفكتورية كل من العمارة الجورجية وتليها عمارة الريجنسي، وتخلفها العمارة الإدواردية.

## العمارة الفيكتورية في المملكة المتحدة

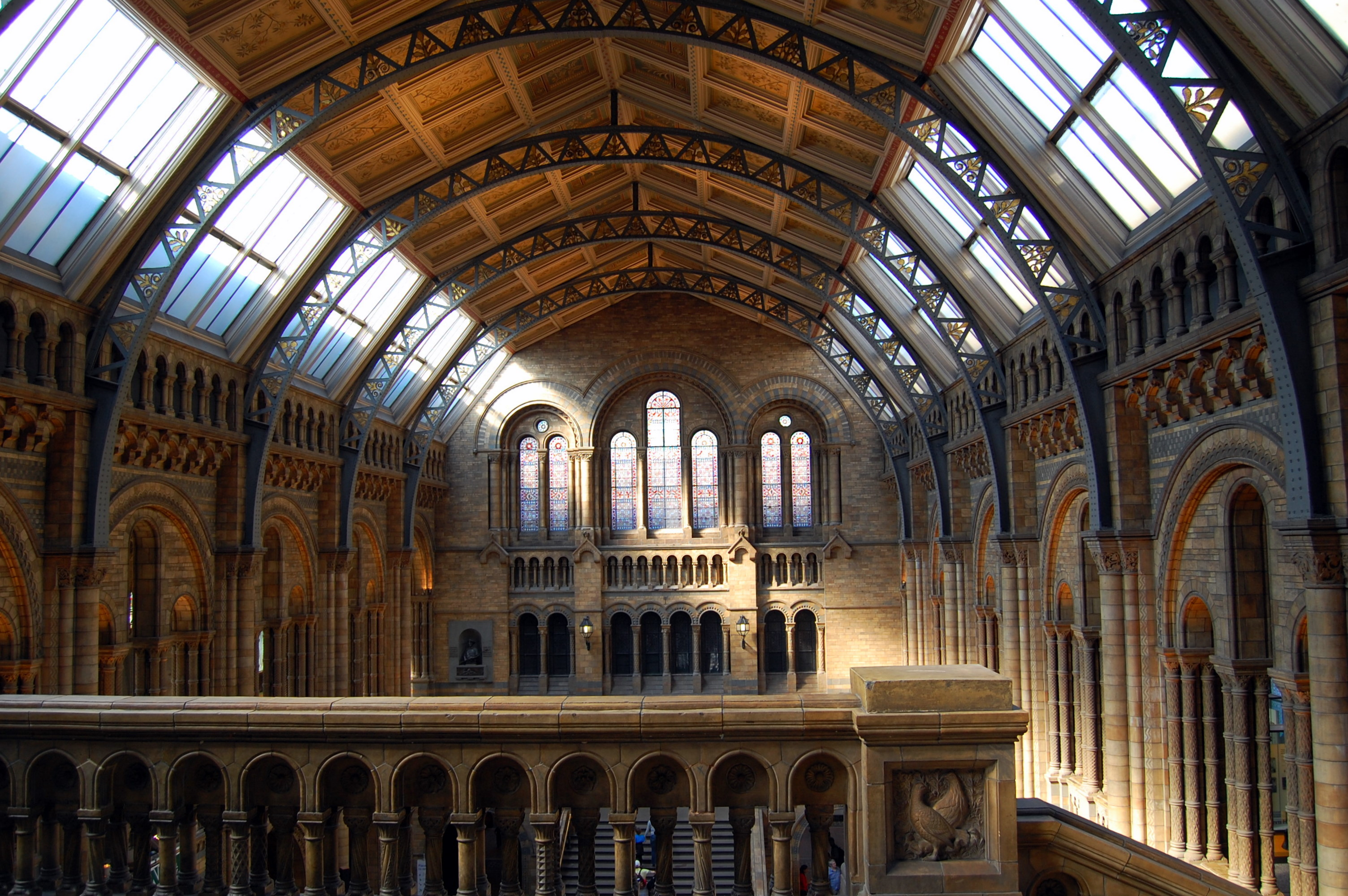
القاعة المركزية من متحف التاريخ الطبيعي في لندن

طُور أسلوب الإحياء القوطي الرومانسي في العصور الوسطى خلال أوائل القرن التاسع عشر، كرد فعل لتناظر البالادية، وبُنيت مبان مثل دير فونثيل. كانت الأبنية بحلول منتصف القرن التاسع عشر قادرة على استخدام المواد المعدنية كمواد للبناء، نتيجة للتكنولوجيا الجديدة. شُيدت الهياكل الإنشائية باستخدام إطارات من الحديد الزهر والحديد المطاوع، ولكن نظرًا لضعف الشد، جرى التخلص التدريجي من هذه المواد من أجل استخدام المعدن الأكثر صلابة من الناحية الهيكلية. كان جوزيف باكستون، وهو المعماري الذي صمم قصر الكريستال، واحدًا من أعظم الدعاة لاستخدام الإطارات المعدنية الإنشائية. واصل باكستون أيضًا بناء منازل مثل أبراج مينتمور، بأساليب عصر النهضة الإنجليزية التي ما تزال شائعة. طُورت أساليب جديدة للبناء في عصر الازدهار هذا، ولكن من المفارقات أن الأساليب المعمارية، كما طورها معماريون مثل أغسطس بوغن، كانت رجعية في العادة.
في اسكتلندا، كان المعماري ألكسندر طومسون الذي عمل في غلاسكو رائدًا في استخدام الحديد الزهر والصلب للمباني التجارية، إذ مزج التقاليد الكلاسيكية الجديدة مع الموضوعات المصرية والشرقية لإنتاج العديد من الهياكل الأصلية الأصيلة حقًا. من المعماريين الاسكتلنديين البارزين الآخرين في هذه الفترة، أرشيبالد سيمبسون وألكسندر مارشال ماكنزي، اللذان يمكن رؤية أعمالهما المتنوعة من ناحية الأسلوب في عمارة أبردين.
برع المعماريون الاسكتلنديون في هذا الأسلوب وكانوا رائدين فيه، وسرعان ما انتشر في جميع أنحاء المملكة المتحدة وظل مشهورًا لمدة أربعين عامًا أخرى. تميز تأثير هذا الأسلوب بتنوعه، إلا أن المعماريين الاسكتلنديين الذين مارسوه استلهموا طرقًا فريدة لمزج العمارة والهدف منها والحياة اليومية بطريقة هادفة.
- النهضة اليعقوبية (1830- 1870، مقدمة لأسلوب الملكة آن).
- عمارة عصر النهضة الجديدة (1840- 1890)
- الإغريقي الجديد (1845- 1865)
- إحياء العمارة الرومانسكية
- طراز الإمبراطورية الثانية (1855- 1880، نشأ في فرنسا)
- إحياء أسلوب الملكة آن (1870- 1910)
- طراز الاسكتلنديون البارونيون (في الغالب اسكتلندا)
- حركة الفنون والحرف البريطانية (1880- 1910)

انتشار الأساليب الأخرى خلال هذه الفترة
رغم أن هذه الأساليب لم تقتصر على العصر الفيكتوري، بل كانت تشكل جزءًا من الإحياء الذي بدأ قبل العصر، فإنها ترتبط ارتباطًا قويًا بالقرن التاسع عشر نظرًا للعدد الكبير من الأمثلة التي شيدت خلال تلك الفترة. تحتوي العمارة الفيكتورية على العديد من إطارات النوافذ المعقدة المستوحاة من المعماري الشهير إليوت راي.
- إعادة إحياء القوطية
- الإيطالية
- الكلاسيكية الجديدة

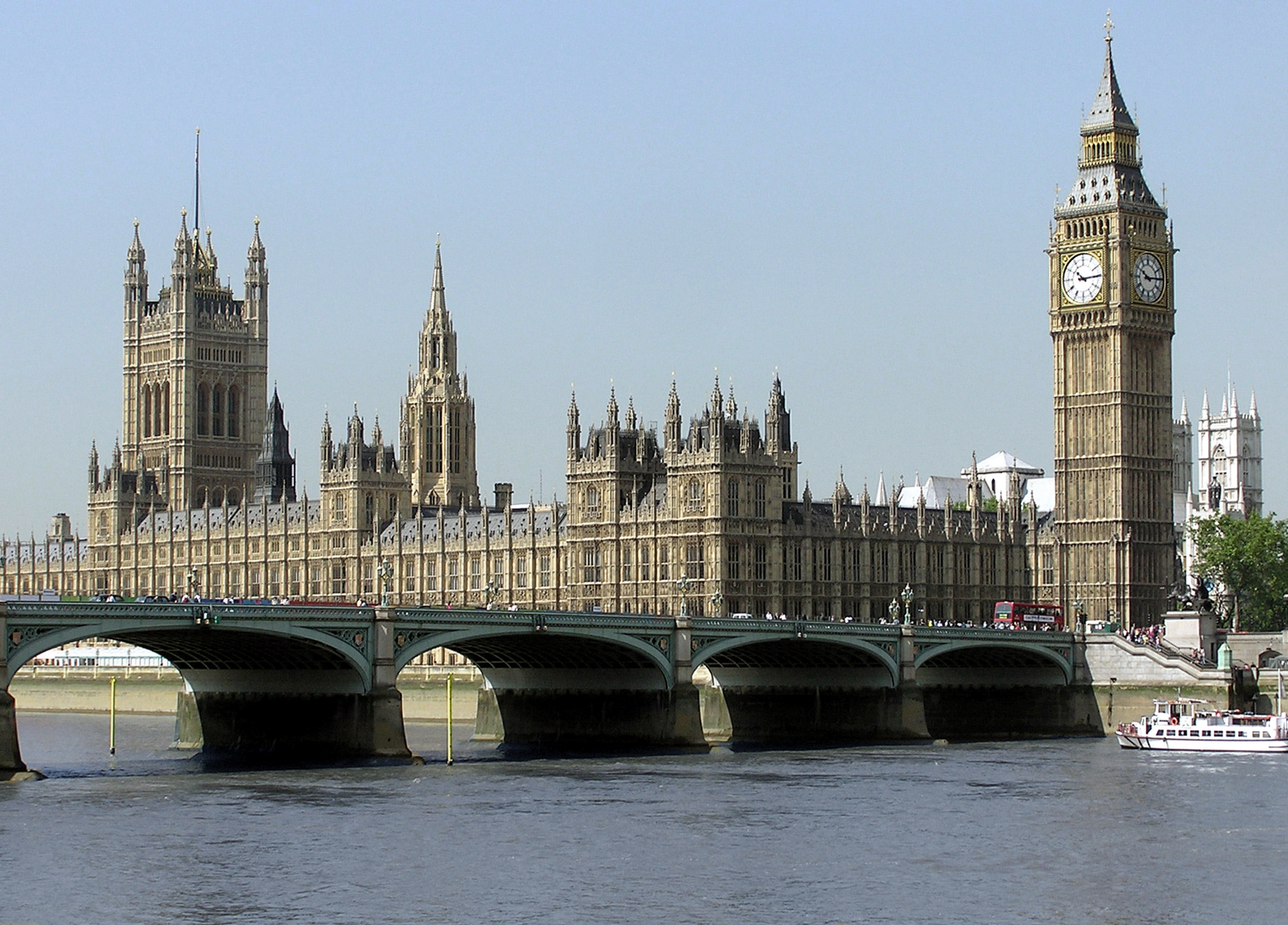
قصر وستماستر، لندن
قاعة ألبيرت الملكية، لندن
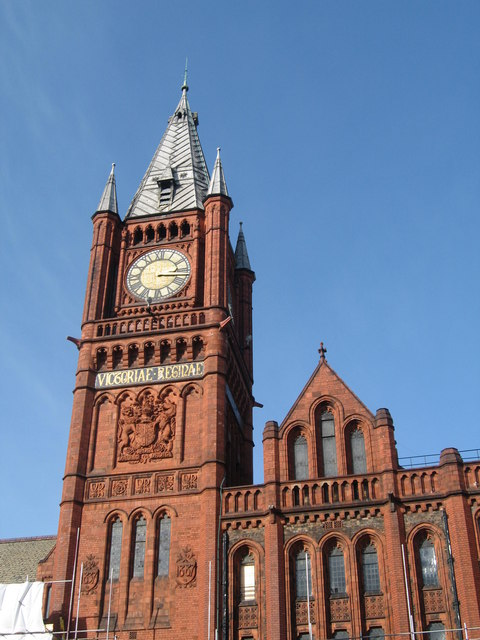
مبنى "الطوب الأحمر" في حرم جامعة ليفربول
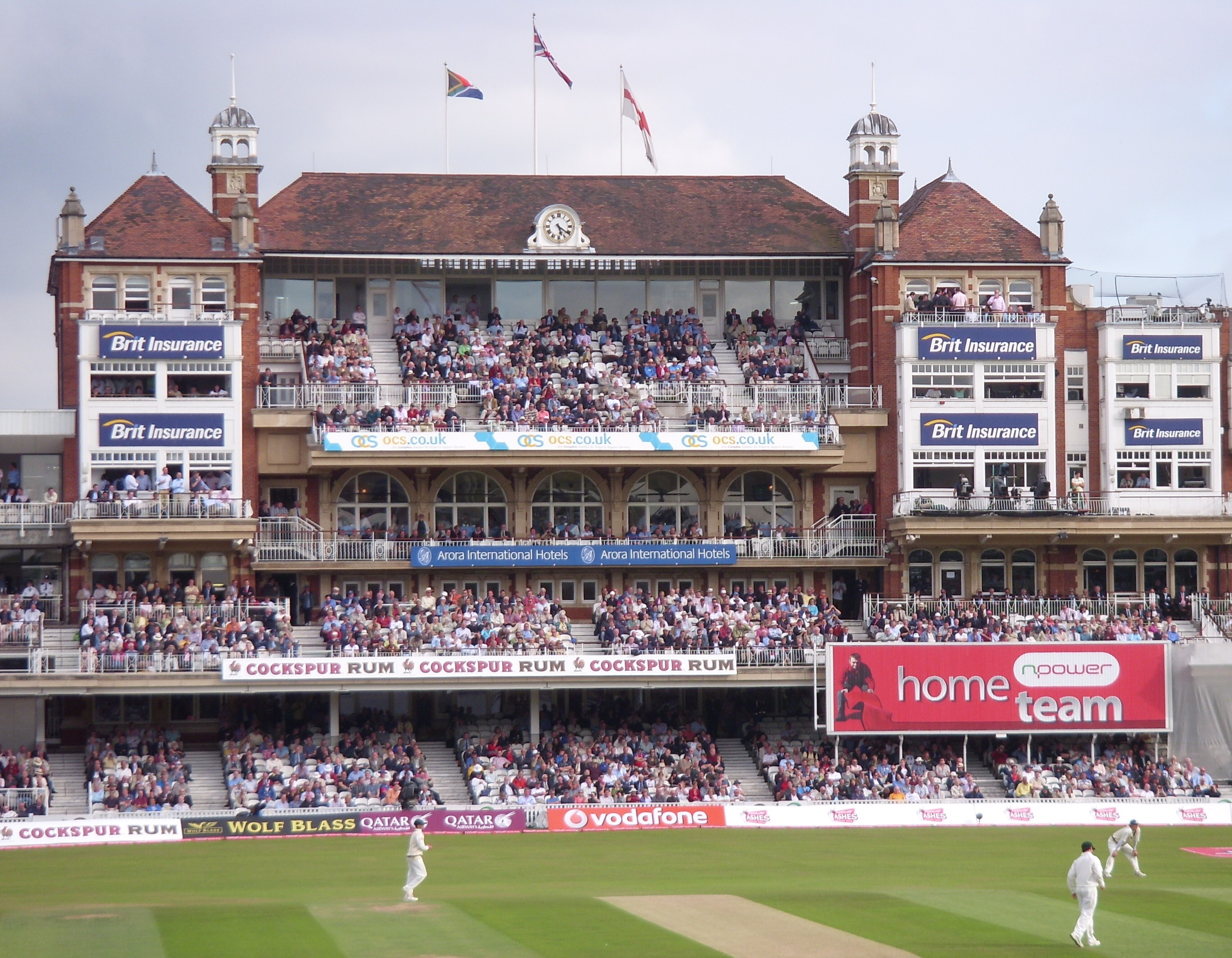
الفسطاط الفكتوري في ملعب الكريكيت البيضاوي، لندن
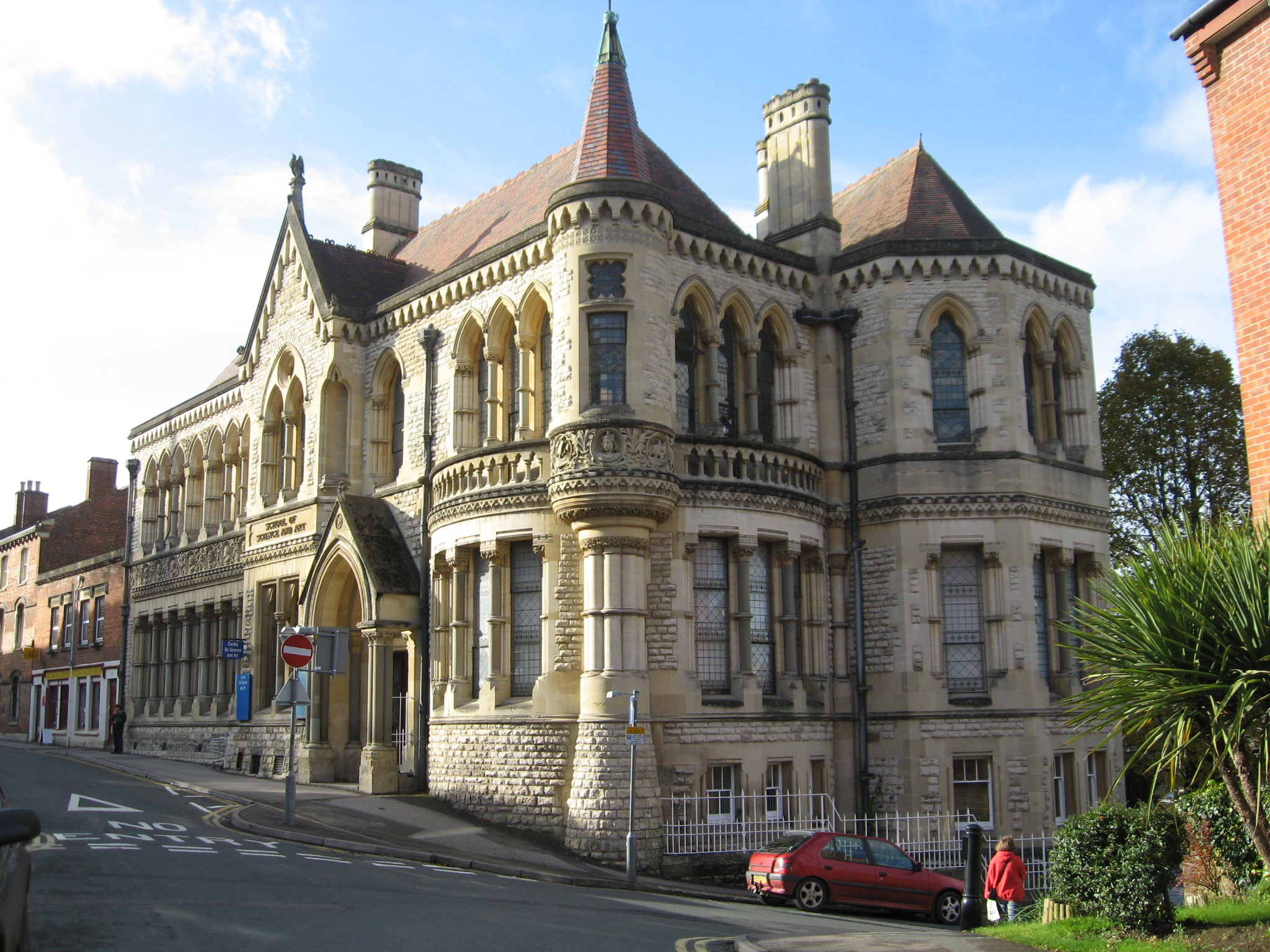
المدرسة الفكتورية للفنون والعلوم، غلوسترشير
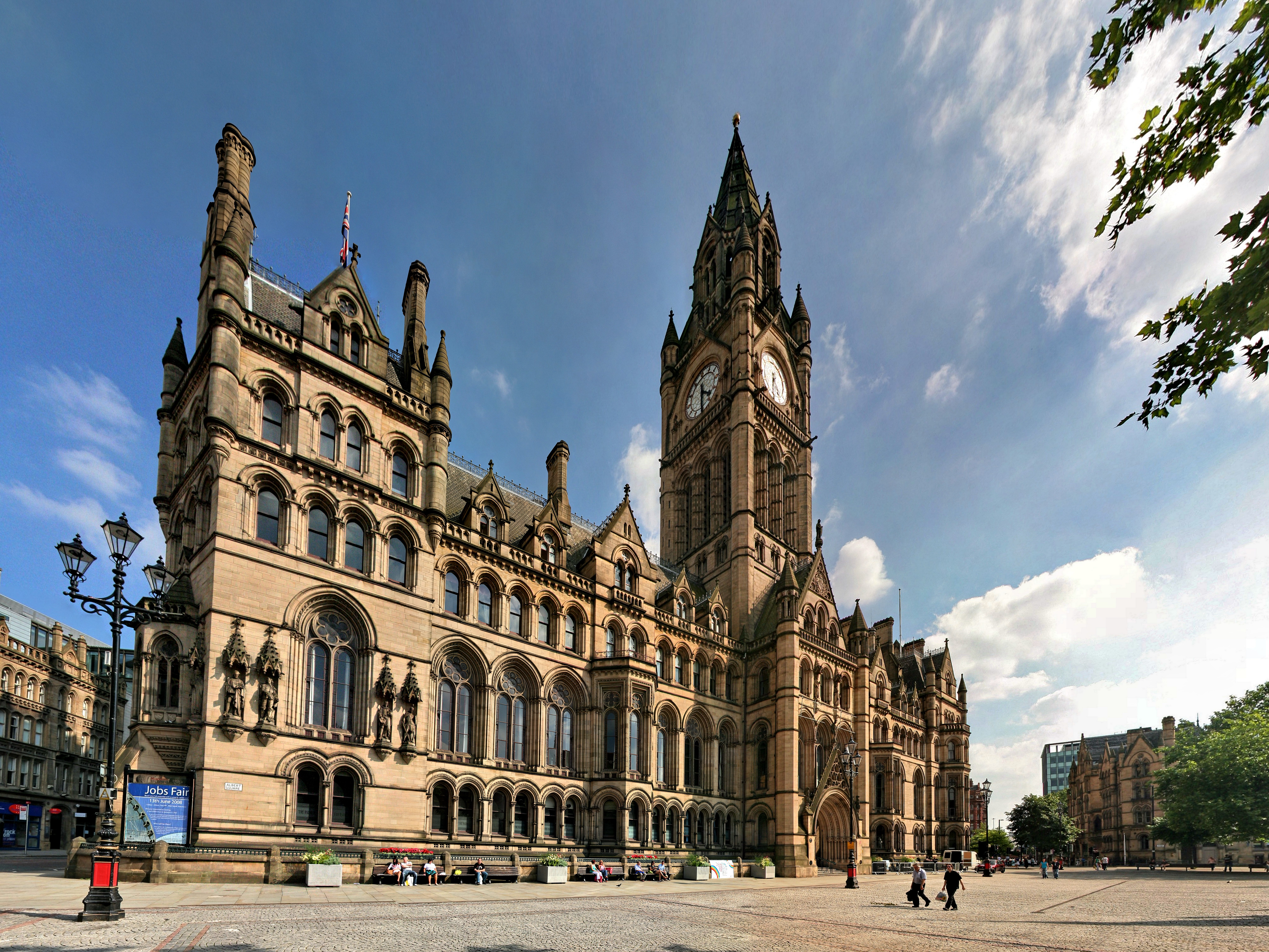
قاعة المدينة في مانشستر
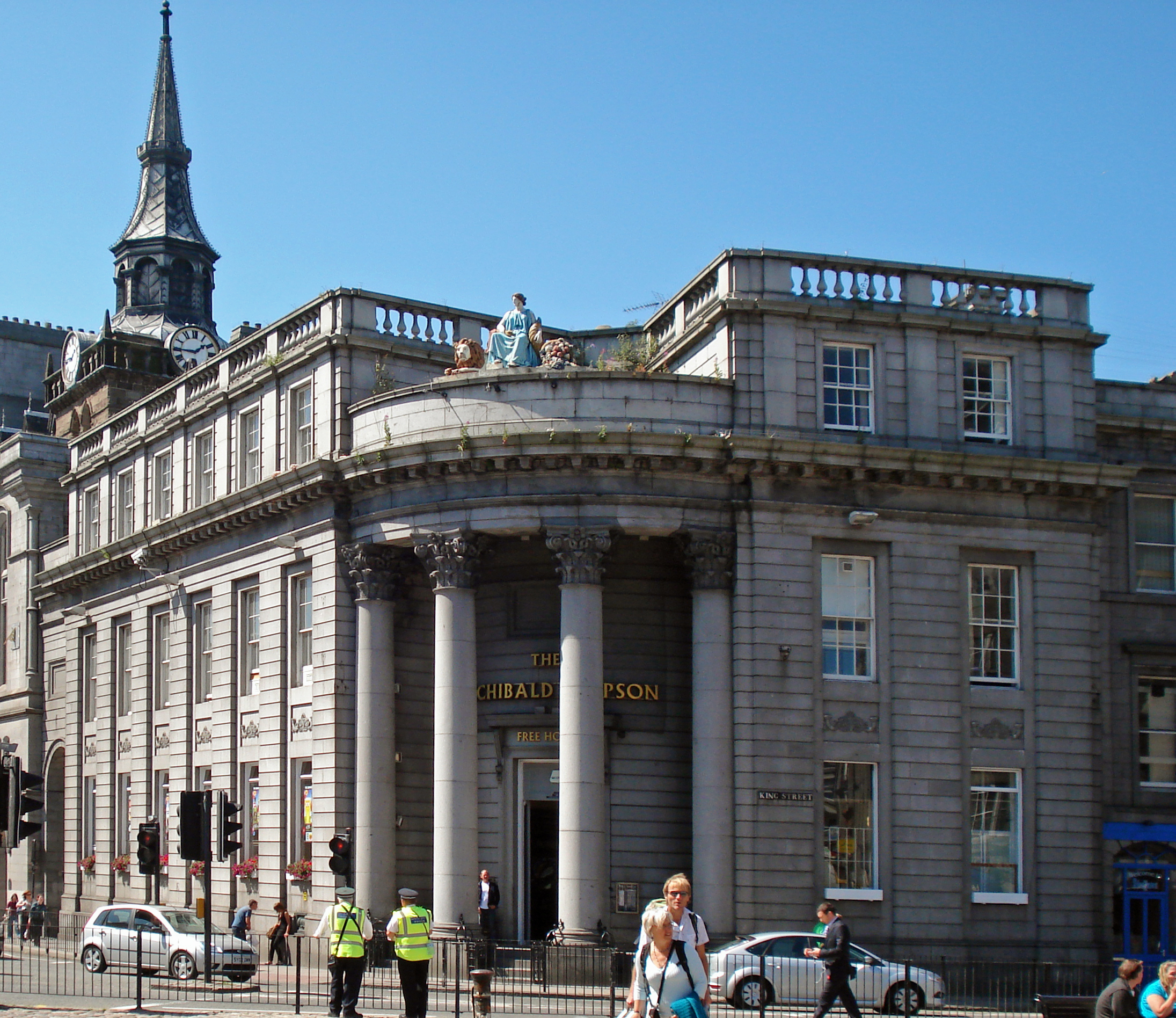
بنك شمال اسكتلندا
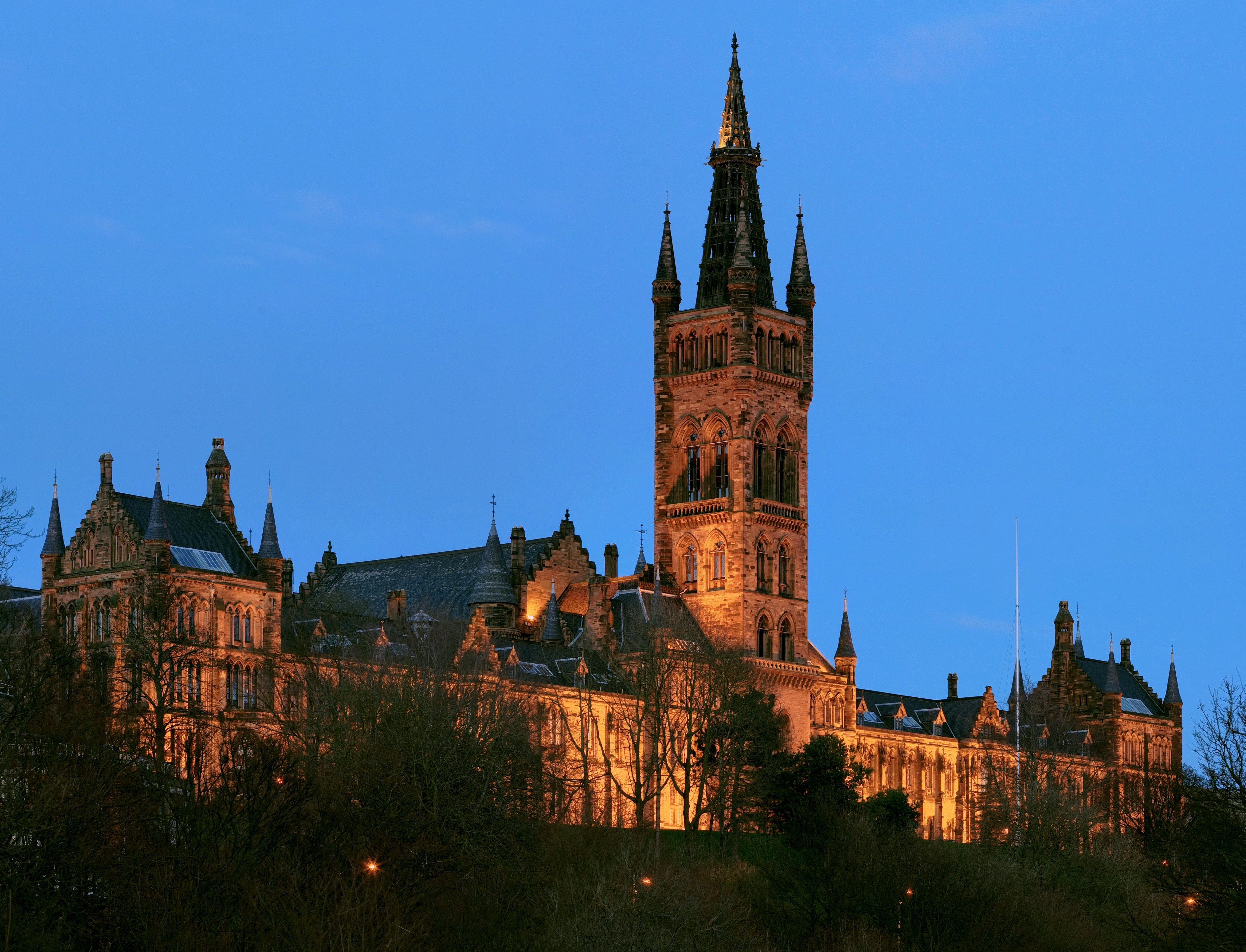
مبنى غلبرت سكوت في جامعة غلاسكو

## الانتشار الدولي للأساليب الفيكتورية

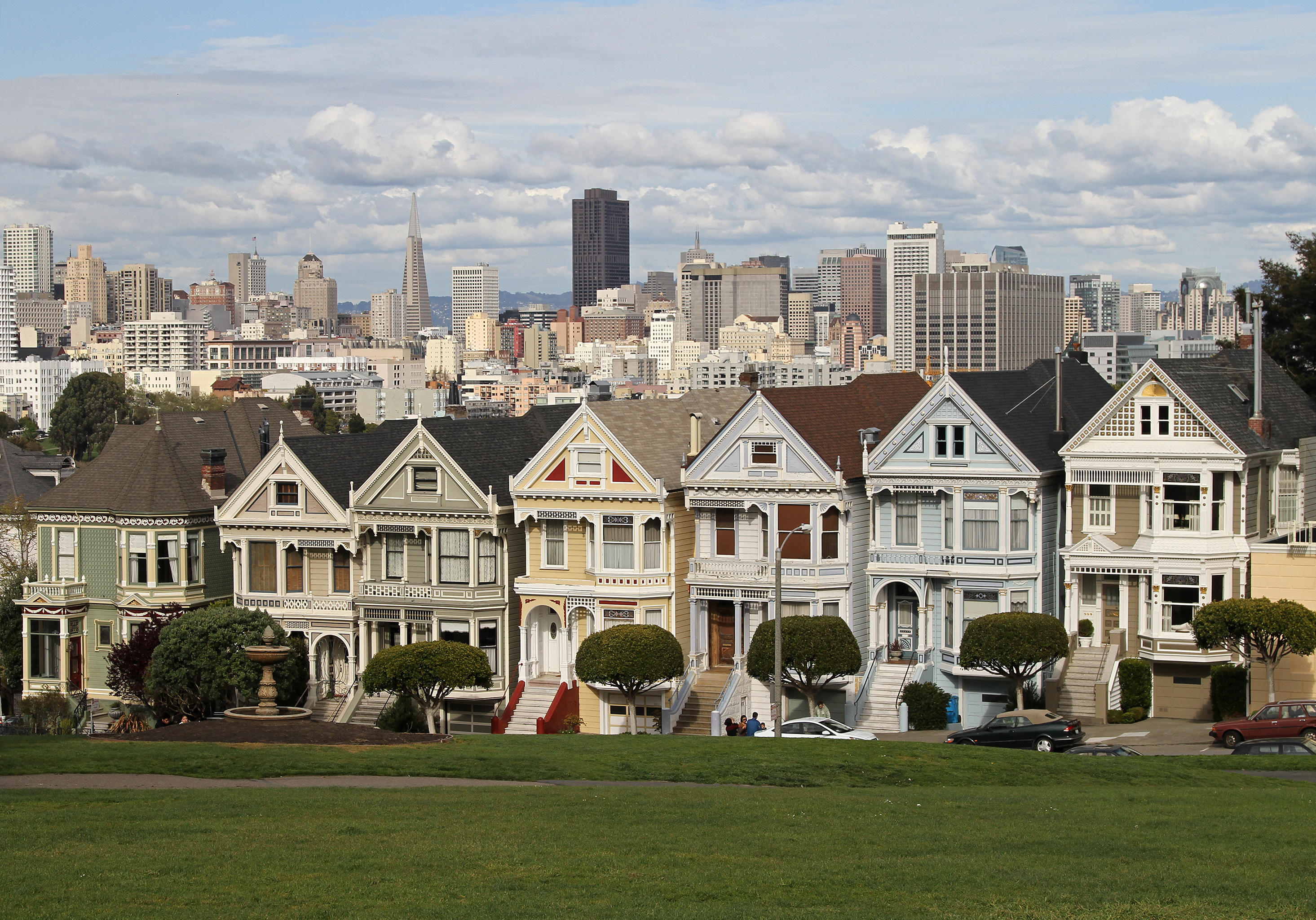
نموذج من العمارة الفكتورية في سان فرانسيسكو، كاليفورنيا. يًطلق عليه محليّا اسم "Painted Ladies".

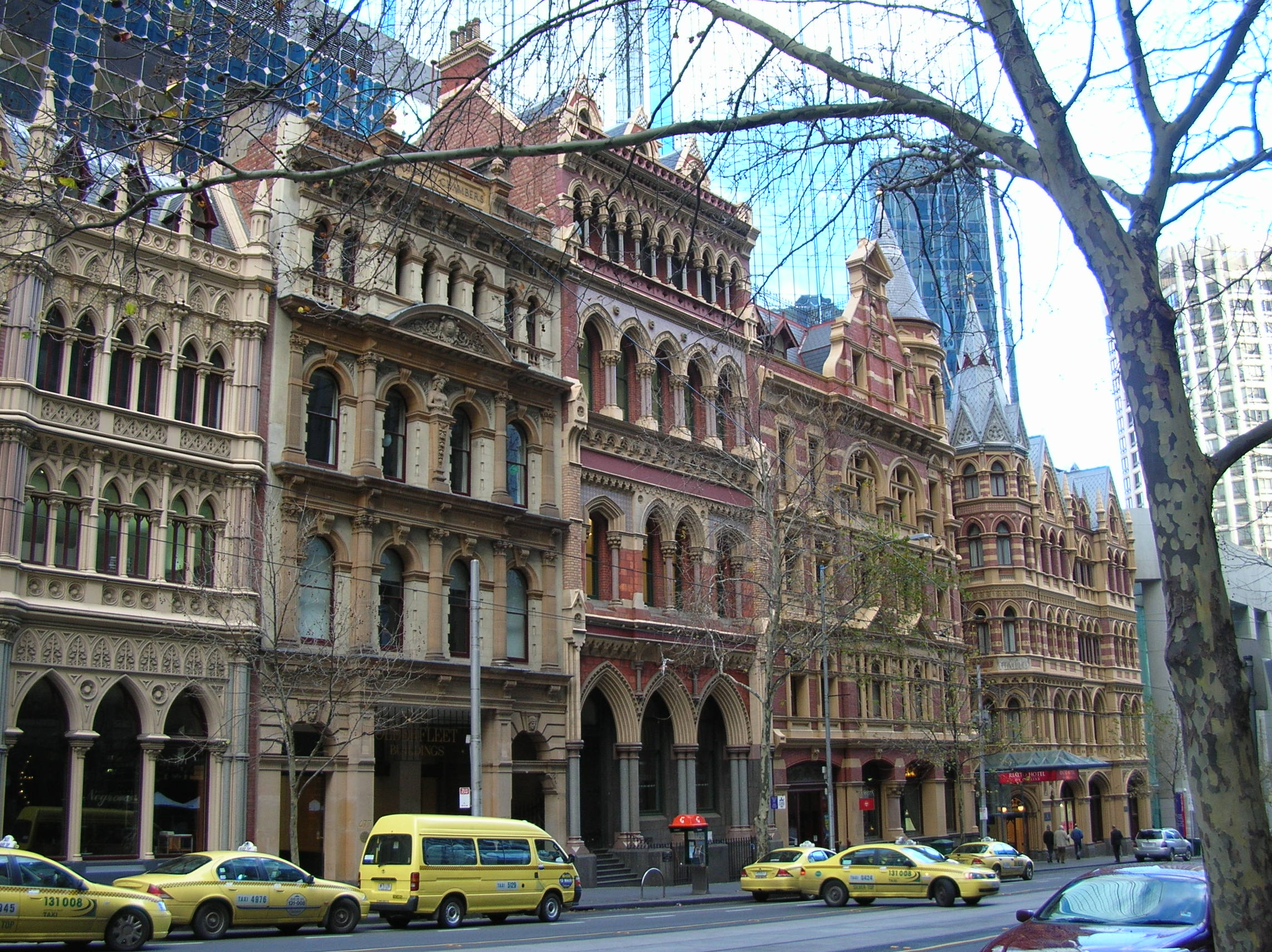
مبان فكتورية في ملبورن، أستراليا.

هاجر عدد قليل من المعماريين الإنجليز إلى المستعمرات خلال القرن الثامن عشر، ولكن مع ترسيخ الإمبراطورية البريطانية خلال القرن التاسع عشر، هاجر الكثير من المعماريين في بداية حياتهم المهنية. اختار البعض منهم الولايات المتحدة وذهب آخرون إلى كندا وأستراليا ونيوزيلندا. طبقوا في العادة، الأساليب المعمارية التي كانت عصرية عندما غادروا إنجلترا. مع ذلك وبحلول النصف الأخير من القرن، كان تحسين النقل والاتصالات يعني أنه حتى الأجزاء النائية من الإمبراطورية، قد امتلكت إمكانية الوصول إلى المنشورات مثل مجلة ذا بيلدر، التي ساعدت المعماريين الاستعماريين على البقاء مطلعين على الموضة الحالية. وهكذا، انتشر تأثير العمارة الإنجليزية في جميع أنحاء العالم. أنتج العديد من المعماريين البارزين تصميمات مشتقة من اللغة الإنجليزية حول العالم، بما في ذلك ويليام باترفيلد (كاتدرائية القديس بطرس، أديلايد) وجاكوب وري مولد (كبير مهندسي الأشغال العامة في مدينة نيويورك).

## وصلات خارجية
- تاريخ وطراز العمارة الفكتورية
- مانشستر، مدينة فكتورية
- صور بيوت فكتورية في هاملتون، أونتاريو، كندا
- عمارة العهد الفكتوري في سان فرانسيسكو، كاليفورنيا
- عمارة وتاريخ العهد الفكتوري في بافالو، نيويورك
- تأثيرات معمارية على الطراز الفكتوري نسخة محفوظة 14 فبراير 2012 على موقع واي باك مشين.